# 長崎県立佐世保中学校 (旧制)
旧制長崎県立佐世保中学校（きゅうせいながさきけんりつ させぼちゅうがっこう）は、1908年（明治41年）長崎県により佐世保市に設置され、翌1909年（明治42年）に開校した旧制中学校。略称は「佐中」（さちゅう）。
現在の長崎県立佐世保北高等学校と長崎県立佐世保南高等学校の前身となった学校の1つである。

## 概要
校訓五則
標語「自彊自律」
- 一. 體ヲ練リ氣ヲ養ヒ以テ遠大ノ志ヲ勵スコト（体を練り気を養ひ以て遠大の志を励すこと）
- 一. 陰ヲ惜ミ勞ニ服シ以テ學習ノ務ヲ盡スコト（陰を惜み労に服し以て学習の務を尽すこと）
- 一. 儉ヲ崇ヒ約ニ據リ以テ質素ノ風ヲ守ルコト（倹を崇ひ約に拠り以て質素の風を守ること）
- 一. 師ヲ敬ヒ友ニ親ミ以テ誠實ノ意ヲ厚ウスルコト（師を敬ひ友に親み以て誠実の意を厚うすること）
- 一. 紀ニ循ヒ律ニ依リ以テ公共ノ義ヲ立ツルコト（紀に循ひ律に依り以て公共の義を立つること）

校章・校旗
教諭 中曽根都太郎によって制作。月桂樹の絵を背景にして、中央に「中」の文字を配している。また、校旗や帽章には上記の校章の背景に、天地人の三徳を表す白の三本線が伸びている。
校歌
1909年（明治42年）11月に制定。作詞は土井晩翠、作曲は田村虎蔵（東京音楽学校助教諭）によるもの。5番まであり、5番の歌詞に校名である「佐世保中学校」が登場する。
また校歌とは別に、第一～第六の応援歌、戦捷歌もある。校歌・第一応援歌・第二応援歌・第四応援歌の歌詞には校章の「月桂樹」が登場する。
同窓会
「佐世保中学校同窓会」と称し、創立100周年を迎えた2008年（平成20年）に解散した。かつては東京・関西・福岡（福葉会）、熊本、長崎、佐世保（相浦谷・北松）などに支部を置いていた。

## 沿革
長崎県立佐世保中学校
- 1908年（明治41年）
  - 8月1日 - 佐世保市中通免に（通称:草木ヶ原、現・佐世保市立清水小学校、北緯33度11分16.8秒 東経129度42分52.1秒）に長崎県立佐世保中学校が設置される。
  - 8月31日 - 佐世保市より校地を譲り受け、校舎の建設を開始。
- 1909年（明治42年）
  - 4月17日 - 「長崎県立佐世保中学校」が開校。開校式・入学式を挙行（第1回入学生110名）。（創立記念日）
  - 4月19日 - 授業を開始。
  - 4月25日 - 新校舎[6][7]が完成。
  - 4月 - 校訓五則を制定。
  - 11月 - 校歌を制定。
- 1913年（大正2年）- 第1回大運動会を開催。
- 1914年（大正3年）
  - 3月3日 - 第1回卒業式を挙行。
  - 11月21日 - 校旗を制定。
- 1918年（大正7年）10月20日 - 第1回修学旅行を実施。学年は5年生（最高学年）。目的地は長崎・島原。
- 1920年（大正9年）
  - 1月4日 - 第1回相浦一周マラソンを実施。
  - この年 - 野球部が創設。
- 1923年（大正12年）4月 - 佐世保市立夜間中学校を併設。
- 1924年（大正13年）- 外地への修学旅行を実施。目的地は第18回生までが朝鮮安東、19回生以降が満州奉天・旅順・大連。
- 1930年（昭和5年）- 相浦一周マラソンの対象生徒を4・5年生だけとし、1～3年生は大野往復マラソンに変更。
- 1941年（昭和16年）
  - 4月 - 日宇（通称：菫ヶ丘、現・佐世保南高校、北緯33度9分44.1秒 東経129度46分0秒）に木造2階建ての新校舎が完成し、移転を開始。
  - 8月 - 移転を完了。
  - 11月 - 校地移転に伴い、相浦一周マラソンを三川内往復マラソンに変更。
- 1943年（昭和18年）10月 - 同窓会より、同窓会館兼図書館が寄贈。
- 1944年（昭和19年）5月 - 学徒動員が開始。海軍工廠、二十一空廠兵器部、弾薬庫などに動員される。
- 1945年（昭和20年）3月 - 同窓会館兼図書館が二十一空廠兵器部分工場として終戦まで接収される。
- 1947年（昭和22年）
  - 2月 - 寄宿舎を焼失。
  - 3月31日 - 通信教育部を併設。
  - 4月 - 学制改革による新制高等学校発足を1年後に控え、旧制中学1年生の募集を停止し、2・3年生を新制の併設中学校に収容。4・5年生は旧制中学校在籍のままとする。
- 1948年（昭和23年）3月31日 - 最後の卒業生（36回生）を送り出し、旧制佐世保中学校が閉校。

長崎県立佐世保第一高等学校
- 1948年（昭和23年）
  - 4月1日 - 学制改革により、「長崎県立佐世保第一高等学校」（男子校）となる。
    - 併設中学校卒業生（38回生）を新高校1年生、旧制中学5年生（37回生）を新高校2年生、旧制中学卒業生（36回生）の中で希望者を新高校3年生とする。

  - 11月
    - ニブロ米占領軍軍政部教育官の方針により、佐世保市内の普通科高等学校5校[8]を統合の上、小佐世保川を境[9]に男女共学の「長崎県立佐世保北高等学校」と「長崎県立佐世保南高等学校」を設置することが決定[10]。5校の併設中学校も、佐世保南・北の2校に統合される（1946年（昭和21年）に旧制中学へ最後に入学した39回生は1949年（昭和24年）3月に併設中学校を卒業後、4月から新高校1年生となる。同時に併設中学校が廃止。）

長崎県立佐世保南高等学校・佐世保北高等学校
- 1949年（昭和24年）
  - 2月1日 - 「長崎県立佐世保南高等学校」と「長崎県立佐世保北高等学校」が正式に認可されて発足。旧・佐世保中学校校舎は佐世保南高等学校に継承される[11]。

長崎県立佐世保南高等学校#沿革、長崎県立佐世保北中学校・高等学校#沿革も参照。
佐世保中学校閉校後・同窓会の活動等
- 1959年（昭和34年）11月 - 佐世保市立八幡小学校（現・清水小学校、かつての草木ヶ原校地）正門そばに「旧長崎県立佐世保中学校之跡」の碑を建立。
- 1968年（昭和43年）4月 - 佐世保中央公園「いこいの森」の一角に「想いの丘」碑を建立。
- 1978年（昭和53年）11月 - 福石観音清厳寺境内に物故した佐世保中学校同窓生の慰霊碑を建立。
- 1998年（平成10年）- 佐世保南高等学校玄関前に「長崎懸立佐世保中學校之碑」を建立。
- 2004年（平成16年）6月6日 - 佐世保南高等学校内の旧・佐世保中学校講堂が解体。
- 2007年（平成19年）9月 - 佐世保南高等学校内に「長崎県立佐世保中学校同窓会史料室」が開設。
- 2008年（平成20年）
  - 3月 - 佐世保北高等学校玄関前庭に「佐中健児ここに学ぶ」の碑を建立。
  - 4月17日（創立記念日） - アルカスSASEBOで創立100周年記念式典[12]を挙行。同時に会員の高齢化・減少を理由に同窓会を解散[13]。
- 2009年（平成21年）3月21日
  - 佐世保中学校に一時在学していた[14]下村脩博士のノーベル化学賞受賞を記念し、佐世保南高等学校の庭園に、同窓生によって博士の顕彰碑が建立。下村博士来校の上、除幕式を挙行[15]。

## 歴代校長
- 初代 - 児玉実徳 （1909年（明治42年）3月 ～ 1912年（大正元年）10月）
- 第2代 - 安部利三郎 （1912年（大正元年）10月 ～ 1914年（大正3年）1月）
- 第3代 - 佐藤秀一 （1914年（大正3年）2月 ～ 1920年（大正9年）4月）
- 第4代 - 岡野章太 （1920年（大正9年）7月 ～ 1923年（大正12年）3月）
- 第5代 - 今井精一 （1923年（大正12年）3月 ～ 1924年（大正13年）12月）
- 第6代 - 西崎憲英 （1924年（大正13年）12月 ～ 1933年（昭和8年）1月）
- 第7代 - 大野芳磨 （1933年（昭和8年）1月 ～ 1937年（昭和12年）8月）
- 第8代 - 堀口太一 （1937年（昭和12年）8月 ～ 1941年（昭和16年）3月）
- 第9代 - 石田藤吉 （1941年（昭和16年）3月 ～ 1943年（昭和18年）3月）
- 第10代（最終） - 高野乙助 （前・長崎県立佐世保高等女学校校長、1943年（昭和18年）4月 ～ 1948年（昭和23年）10月）

## 学友会（部活動）
運動部
- 野球部
- 庭球部
- 剣道部
- 柔道部
- 弓道部
- 銃剣道部
- 射撃部
- 水泳部 （練習には佐世保市立小佐世保小学校のプールを使用していた。）
- 競技部
- 体操部
- 相撲部（戦後）

文化部
- 詩吟部
- 生物班
- 作業部 （模型工作など）
- 喇叭部
- グライダー部

## 著名な出身者・卒業生
軍人
- 井上梅二郎（第2回生、海軍大佐）
- 曲壽郎（陸上幕僚長、東京簡裁判事、弁護士）

政治・行政
- 前田信義（第2回生、世知原町長）
- 辻一三（第9回生、佐世保市長）
- 桟熊獅（第28回生、長崎県副知事、佐世保市長、長崎県教育長）
- 中村弘海（衆議院議員、西肥自動車社長）
- 速見魁（衆議院議員）
- 光武顕（第37回生[16]、佐世保市長）

学術
- 田中健藏（九州大学総長・医学部長・名誉教授、学校法人福岡学園理事長）
- 下村脩[14] （第33回生（※転校）、理学博士、ノーベル化学賞受賞）
- 有田忠郎（仏文学者、西南学院大学名誉教授）

その他
- 松永照正（平和運動家）

## 関連事項
- 旧制中学校
- 旧制中等教育学校の一覧 (長崎県)